# Platypyga subpetrae
Platypyga subpetrae är en art av kräftdjurs som beskrevs av Wilson och Keable 2002. Platypyga subpetrae ingår i släktet Platypyga och familjen Amphisopidae. Inga underarter finns listade i Catalogue of Life.